# Cătălin Cîrjan
Cătălin Cîrjan, né le 1er décembre 2002 à Domnești en Roumanie, est un footballeur roumain qui évolue au poste de milieu central au Dinamo Bucarest.

## Biographie

### En club
Né à Domnești en Roumanie, Cătălin Cîrjan joue notamment pour le club local du Viitorul Domnești avant d'être repéré par l'Arsenal FC, qu'il rejoint en 2019. Présenté comme le joueur roumain le plus prometteur depuis Ianis Hagi, il impressionne dans les équipes de jeunes du club londonien et signe son premier contrat professionnel avec les gunners à l'âge de 17 ans. Il fait quelques apparitions sur le banc des remplaçants de l'équipe première mais sans jamais entrer en jeu.
Lors de l'été 2023, Cătălin Cîrjan fait son retour en Roumanie en étant prêté au Rapid Bucarest pour une saison.
C'est avec ce club qu'il joue son premier match en professionnel, le 14 juillet 2023, lors de la première journée de la saison 2023-2024 de SuperLiga, la première division roumaine, face au Sepsi Sfântu Gheorghe. Il est titularisé et les deux équipes se neutralisent (0-0 score final).
Le 13 juin 2024, Cătălin Cîrjan rejoint librement le Dinamo Bucarest, signant un contrat de trois ans, soit jusqu'en juin 2027.

### En sélection
Cătălin Cîrjan représente l'équipe de Roumanie des moins de 16 ans, jouant un match en 2018 avec cette sélection.
Cătălin Cîrjan joue son premier match avec l'équipe de Roumanie espoirs le 12 septembre 2023, face à l'Albanie. Il entre en jeu, et son équipe est battue par trois buts à deux.